# Mustang (království)

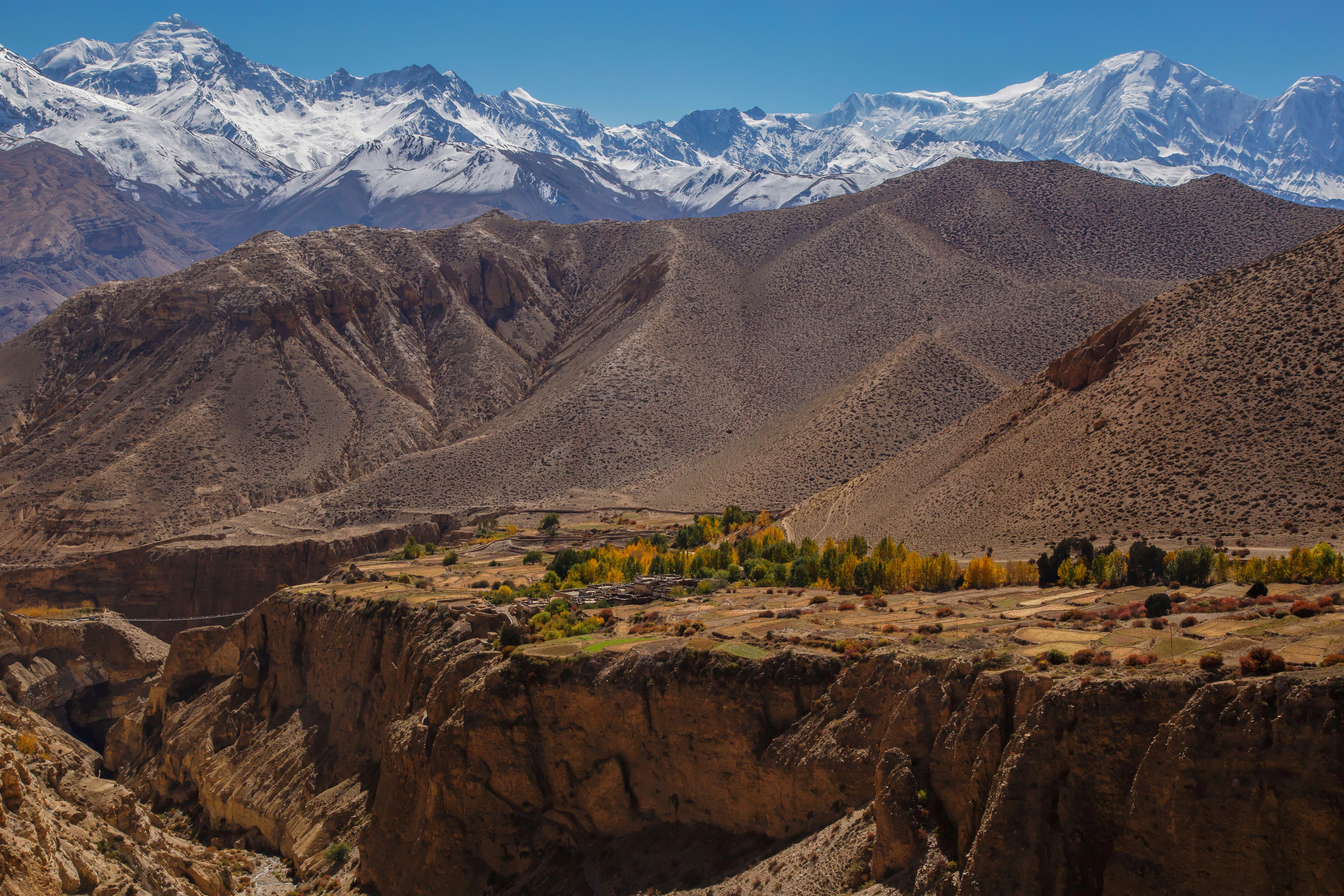
Pohled na vesnici Gyakar

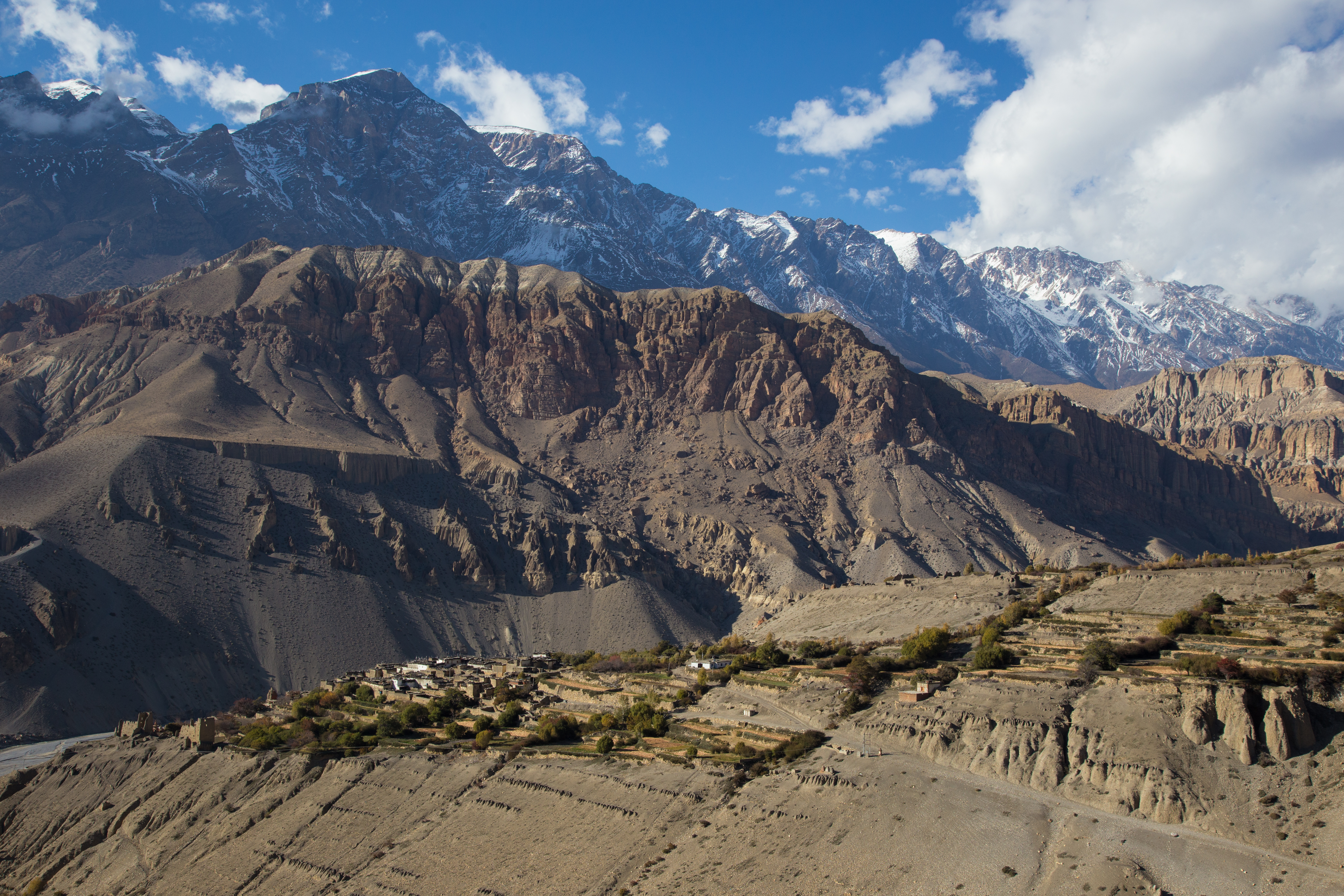
Vesnice Tangbe

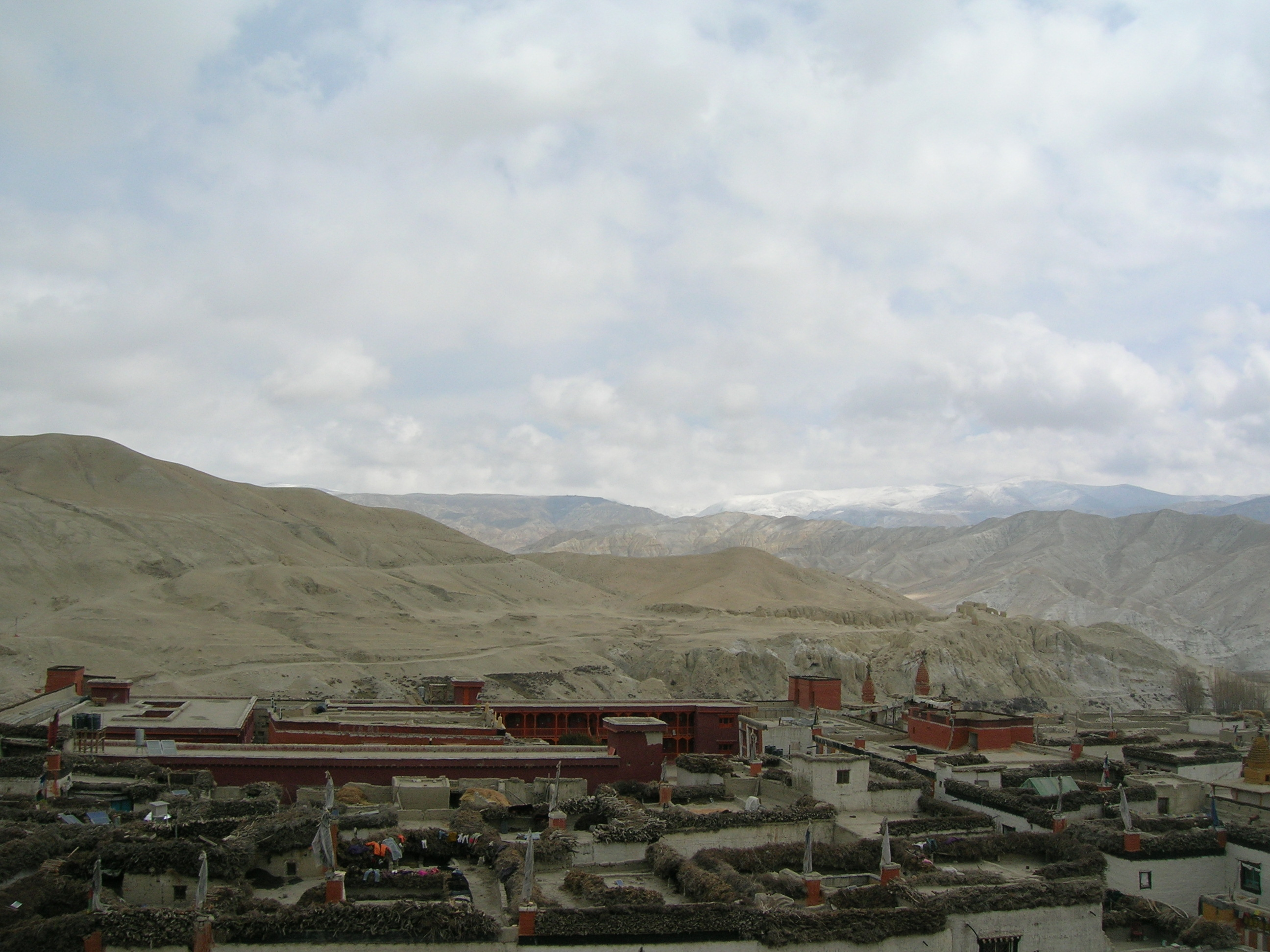
Pohled na hlavní město Mustangu

Mustang (někdy také Mastang nebo Mantang, v domorodém jazyce Lo) je oblast v pohoří Himálaj, donedávna polosamostatné království. Má rozlohu necelých 3000 km² a zhruba 15 000 obyvatel. Hlavním městem je Lo Manthang.

## Přírodní poměry
Mustang leží pod horou Annapurna na severu Nepálu, kde tvoří výrazný výběžek obklopený územím Tibetu. Dříve byl Mustang větší - dnes se pod tímto názvem rozumí pouze tzv. Horní Mustang, zatímco Dolní Mustang byl zcela ponepálštěn. Mustang je náhorní plošina ležící ve výšce přes 3000  m n. m.. Nejvyšší horou je Khamdžung Himal se 6700 m. Většina obyvatel žije v údolí řeky Kali Gandaki, která tvoří páteř země. Mustang se vyznačuje velmi drsným a suchým klimatem.

## Historie
Přes území Mustangu od pradávna putovaly z Tibetu do Indie karavany se solí, která byla těžena v solných jezerech na Tibetské náhorní plošině. Proto zde již v raném středověku existovala řada menších království. Ta se podařilo sjednotit ve 14. století králi Ame Pálovi, který sídlil v Carangu. Za jeho nástupců se královské sídlo přemístilo do Lo Manthangu. Království si zachovalo nezávislost díky své izolovanosti i díky skvělé obchodní taktice. Při tibetsko-nepálské válce v roce 1790 se zdejší král rozhodl přidat na stranu Nepálu - od té doby je Mustang uváděn jako součást této země, i když si uchoval značnou suverenitu i po posledním sjednocení v roce 1958. První cizinci směli království navštívit až v roce 1951. Konkrétnější poznatky o Mustangu přinesl až v 70. letech francouzský cestovatel Michel Peissel, který jako první obdržel povolení k delšímu pobytu a ke vstupu do hlavního města. V šedesátých letech obsadil Mustang bojovný kmen Khamů, který uprchl z Tibetu a proměnil oblast v základnu ozbrojeného odporu proti čínské okupaci. Situace se uklidnila v 70. letech, poté začala nepálská vláda provozovat kontrolovanou turistiku - do Mustangu byl vpuštěn omezený počet cizinců, pokud složili poplatek 700 dolarů na týden a měli s sebou doprovod, který dohlížel, aby návštěvníci nijak nenarušovali místní tradiční způsob života. Po přijetí nepálské republikánské ústavy v říjnu 2008 byla mustangská autonomie zrušena a panovník Jigme Palbar Bista, který je pětadvacátým mustangským králem v přímé linii Ame Pála, si ponechal pouze ceremoniální funkce. Obyvatelé Mustangu jsou etničtí Tibeťané a vyznávají buddhismus.

## Film a literatura
Jedním z prvních návštěvníků Mustangu byl francouzský dobrodruh Michel Peissel, který život v zemi popsal v knize Tajemný Mustang. Slovenský režisér Pavol Barabáš natočil v roce 2001 o Mustangu dokumentární film.